# Goyang Kookmin Bank FC
Goyang Kookmin Bank FC (kor. 고양 KB국민은행 FC) – klub piłkarski z Korei Południowej, z miasta Koyang, występujący w N-League (2. liga). Swoje spotkania rozgrywa na stadionie Goyang Stadium.